# Michel Domsch
Michel E. Domsch (* 27. Mai 1941 in Dresden) ist ein deutscher Wirtschaftswissenschaftler. Von 1979 bis 2006 war er ordentlicher Professor für Betriebswirtschaftslehre an der Helmut-Schmidt-Universität in Hamburg. Er hat sich insbesondere als Personal- und Geschlechterforscher hervorgetan und über 40 Bücher publiziert.

## Leben
Michel Domsch wurde am 27. Mai 1941 in Dresden geboren. Er studierte von 1961 bis 1968 Betriebswirtschaftslehre, Volkswirtschaftslehre (Diplom-Volkswirt in Kiel) und Rechtswissenschaft an der Christian-Albrechts-Universität zu Kiel und der Rheinischen Friedrich-Wilhelms-Universität Bonn und wurde 1968 bei Walther Busse von Colbe mit der Dissertation Simultane Personal- und Investitionsplanung im Produktionsbereich zum Dr. rer. oec. promoviert. Von 1969 bis 1971 war er an der Harvard Business School (USA) und am USW Universitätsseminar der Wirtschaft tätig. Am USW leitete er 1980 bis 2000 Führungskräfteseminare zum Thema Personalmanagement. In der Zeit von 1972 bis 1978 arbeite er im Konzern der Deutschen BP AG,  als Projektleiter, als stellvertretender Geschäftsstellenleiter und als Bereichsleiter.
Domsch habilitierte sich 1974 in Betriebswirtschaftslehre – mit einer von Walther Busse von Colbe betreuten Arbeit über Systemgestützte Personalarbeit (Personalinformationssysteme) – an der Ruhr-Universität Bochum. 1978 übernahm er eine Professur für Betriebswirtschaftslehre und wurde Vorsitzender des Instituts für Personalwesen und Internationales Management an der Helmut-Schmidt-Universität in Hamburg. Er erhielt Rufe nach Wien, Bern, Hagen, Essen und Witten-Herdecke, die er aber nicht annahm. Seine Forschungsschwerpunkte sind Internationales Personalmanagement, Mitarbeiterbefragung, Arbeitszeitflexibilisierung, Fach- und Projektlaufbahnen, Auditierungen und Gender & Diversity.
Von 1980 bis 2020 leitete Domsch die F.G.H. Forschungsgruppe Hamburg und beriet Wirtschaftsunternehmen und öffentliche Verwaltungen. In dieser Zeit koordinierte er auch das Unternehmensnetzwerk "Mitarbeiterbefragungen". Von der Gründung 1995 bis 2021 war er Vorstandsvorsitzender der Zentrale für Fallstudien e. V. (German Case Clearing House). Von 1997 bis 2000 war er EU-Koordinator des EU-Netzwerkes Family & Work und der European WorkLifeAlliance BALANCE. Seit 1998 ist er Fakultätsmitglied der Master Programme in European Human Resource Management, wozu ein Verbund von sieben europäischen Universitäten gehört. Von 2005 bis 2008 leitete er das ADC Academic Development Center an der Helmut-Schmidt-Universität Hamburg. Von 1991 bis 2021 war er Vorstandsvorsitzender des MDC Management Development Center Hamburg. Von 2013 bis 2019 hatte er die Leitung der betrieblichen FachlaufbahnCommunity inne. Gemeinsam mit Désirée Ladwig (Professorin an der Technischen Hochschule Lübeck) leitet er seit 2005 die genderdaxCommunity: ein Netzwerk von Großunternehmen, mittelständischen Betrieben und Forschungseinrichtungen zum Bereich gender&diversity. Seit 2018 ist er Geschäftsführer des van delph institute (v.d.i.).
Er ist Mitglied u. a. im Verband der Hochschullehrer für Betriebswirtschaft, in der Deutschen Gesellschaft für Personalführung, in der Academy of Management, der Eastern Academy of Management, der European Academy of Management und der Eurasia Business and Economics Society.  

## Schriften (Auswahl)

### Als Autor
- Simultane Personal- und Investitionsplanung im Produktionsbereich (= Dissertation, Universität Bochum, 1970 / Bochumer Beiträge zur Unternehmensführung und Unternehmensforschung, Band 7). Bertelsmann-Universitätsverlag, Bielefeld 1970.
- Systemgestützte Personalarbeit (= Bochumer Beiträge zur Unternehmensführung und Unternehmensforschung, Band 23). Gabler, Wiesbaden 1980, ISBN 3-409-38631-9.
- mit Gernot Groehn, Rüdiger Overmans: Offiziere am Arbeitsmarkt. Zu den Beschäftigungschancen von Offizieren/Diplom-Kaufleuten in der Privatwirtschaft (= Europäische Hochschulschriften, Reihe 5 / Volks- und Betriebswirtschaft, Band 561). Lang, Frankfurt am Main [u. a.] 1984, ISBN 3-8204-5392-X.
- mit Eva Kunzmann: Berufschancen von Offizieren in der Wirtschaft. Eine empirische Arbeitsmarktstudie. Hampp, München 1987, ISBN 3-924346-45-3.
- mit Heike Gerpott, Torsten J. Gerpott: Technologische Gatekeeper in der industriellen F & E. Merkmale und Leistungswirkungen (= Management von Forschung, Entwicklung und Innovation, Band 2). Poeschel, Stuttgart 1989, ISBN 3-7910-0488-3.
- mit Andrea Schneble: Sexuelle Belästigung von Frauen am Arbeitsplatz. Eine Bestandsaufnahme im Hamburger Öffentlichen Dienst. Hampp, München 1990, ISBN 3-924346-90-9.
- mit Christine Autenrieth, Karin Chemnitzer: Personalauswahl und -entwicklung von weiblichen Führungskräften. Campus-Verlag, Frankfurt am Main [u. a.] 1993, ISBN 3-593-34899-3.
- mit Antje Hadler, Detlev Krüger: Personalmanagement & Chancengleichheit. Betriebliche Massnahmen zur Verbesserung beruflicher Chancen von Frauen in Hamburg. Eine Untersuchung im Auftrag des Hamburger Senatsamts für die Gleichstellung. Hampp, München 1994, ISBN 3-87988-097-2.
- mit Désirée H. Ladwig, Sven H. A. Siemers: Innovation durch Partizipation. Eine erfolgreiche Strategie für den Mittelstand (= Management von Forschung, Entwicklung und Innovation, Band 14). Schäffer-Poeschel, Stuttgart 1995, ISBN 3-7910-0950-8.
- mit Harriet Macke, Kristina Schöne: Weibliche Angestellte im deutschen Transformationsprozess. Hampp, München 1996, ISBN 3-87988-196-0.
- mit Uta Lieberum, Christiane Strasse: Personalmanagement in deutsch-polnischen Joint Ventures. Gabler, Wiesbaden 1999, ISBN 3-409-11452-1.
- mit Christina Lindner: Der ADP-Prozessmonitor. Ein Instrument zum Prozessmanagement altersdifferenzierter Personalarbeit (= Forum Personalmanagement, Band 11). Lang, Frankfurt am Main [u. a.] 2012, ISBN 978-3-631-61446-4.

### Als Herausgeber
- mit Michael Bitz, Ralf Ewert und Franz W. Wagner: Vahlens Kompendium der Betriebswirtschaftslehre. 2 Bände, 5. Auflage, Vahlen, München 2005, ISBN 3-8006-3134-2 / ISBN 3-8006-3135-0.
- mit Désirée H. Ladwig: Reconciliation of family and work in Eastern European countries (= Forum Personalmanagement, Band 4). Lang, Frankfurt am Main [u. a.] 2000, ISBN 3-631-36713-9.
- mit Désirée H. Ladwig, Eliane Tenten: Gender equality in Central and Eastern European countries (= Forum Personalmanagement, Band 6). Lang, Frankfurt am Main [u. a.] 2003, ISBN 3-631-50404-7.
- mit Elena Hristozova: Human Resource Management in Consulting Firms. Springer, Berlin [u. a.] 2006, ISBN 978-3-540-31137-9.
- mit Désirée H. Ladwig: Handbuch Mitarbeiterbefragung. 3. Auflage, Springer, Berlin [u. a.] 2013, ISBN 978-3-642-35295-9.
- mit Désirée H. Ladwig: Fachlaufbahnen. Alternative Karrierewege für Spezialisten schaffen. Luchterhand, Köln 2011, ISBN 978-3-472-07854-8.
- mit Désirée H. Ladwig und Florian C. Weber: Cross Mentoring. Ein erfolgreiches Instrument organisationsübergreifender Personalentwicklung. Springer Gabler, Berlin 2017, ISBN 978-3-662-53184-6.
- mit Erika Regnet, Lutz von Rosenstiel: Führung von Mitarbeitern. Fallstudien zum Personalmanagement. 4. Auflage, Schäffer-Poeschel, Stuttgart 2018, ISBN 978-3-791-04165-0.
- mit Désirée H. Ladwig und Florian C. Weber: Vorurteile im Arbeitsleben. Unconscious Bias erkennen, vermeiden und abbauen. Springer Gabler, Berlin 2019, ISBN 978-3-662-59232-8.
- mit Erika Regnet, Lutz von Rosenstiel: Führung von Mitarbeitern und Mitarbeiterinnen. Handbuch für erfolgreiches Personalmanagement. 9. Auflage, Schäffer-Poeschel, Stuttgart 2025, ISBN 978-3-7910-5950-1 (Print), ISBN 978-3-7910-5951-8 (ePub), ISBN 978-3-7910-5952-5 (ePDF).

## Belege
1. 1 2  Klaus Brockhoff: Betriebswirtschaftslehre in Wissenschaft und Geschichte. Eine Skizze. 4. Auflage, Betriebswirtschaftlicher Verlag Gabler, Wiesbaden 2014, ISBN 978-3-8349-4712-3, S. 244.

| Personendaten    | Personendaten                        |
| ---------------- | ------------------------------------ |
| NAME             | Domsch, Michel                       |
| ALTERNATIVNAMEN  | Domsch, Michel E.                    |
| KURZBESCHREIBUNG | deutscher Wirtschaftswissenschaftler |
| GEBURTSDATUM     | 27. Mai 1941                         |
| GEBURTSORT       | Dresden, Sachsen, Deutsches Reich    |